# Candidatura Unitária de Trabalhadores
A Candidatura Unitária de Trabalhadores (CUT: Candidatura Unitaria de Trabajadores), anteriormente conhecida como Coletivo de Unidade dos Trabalhadores - Bloco Andaluz de Esquerdas (CUT-BAI: Colectivo de Unidad de los Trabajadores—Bloque Andaluz de Izquierdas) é uma partido político nacionalista andaluz de esquerda fundado em 1979. Fui um dos partidos fundadores da Esquerda Unida (IU) em 1986, tendo abandonado-a em 2015.
Após a dissolução do Partido Andalucista em setembro de 2015, a CUT passou a ser o principal partido político identificado com o nacionalismo andaluz.
Devido às suas origens no sindicalismo rural, está presente principalmente no campo, mas também tem implantação em núcleos urbanos como Granada, Almería ou Marbella.